# Monhystera dispar
Monhystera dispar är en rundmaskart som beskrevs av Bastian 1865. Monhystera dispar ingår i släktet Monhystera och familjen Monhysteridae. Arten är reproducerande i Sverige. Inga underarter finns listade i Catalogue of Life.